# Coral de San Wenceslao

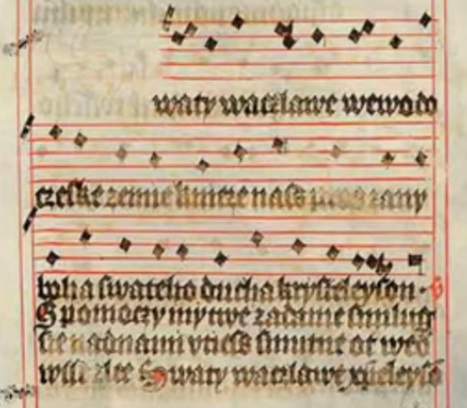
La Coral de San Wenceslao en un manuscrito medieval.

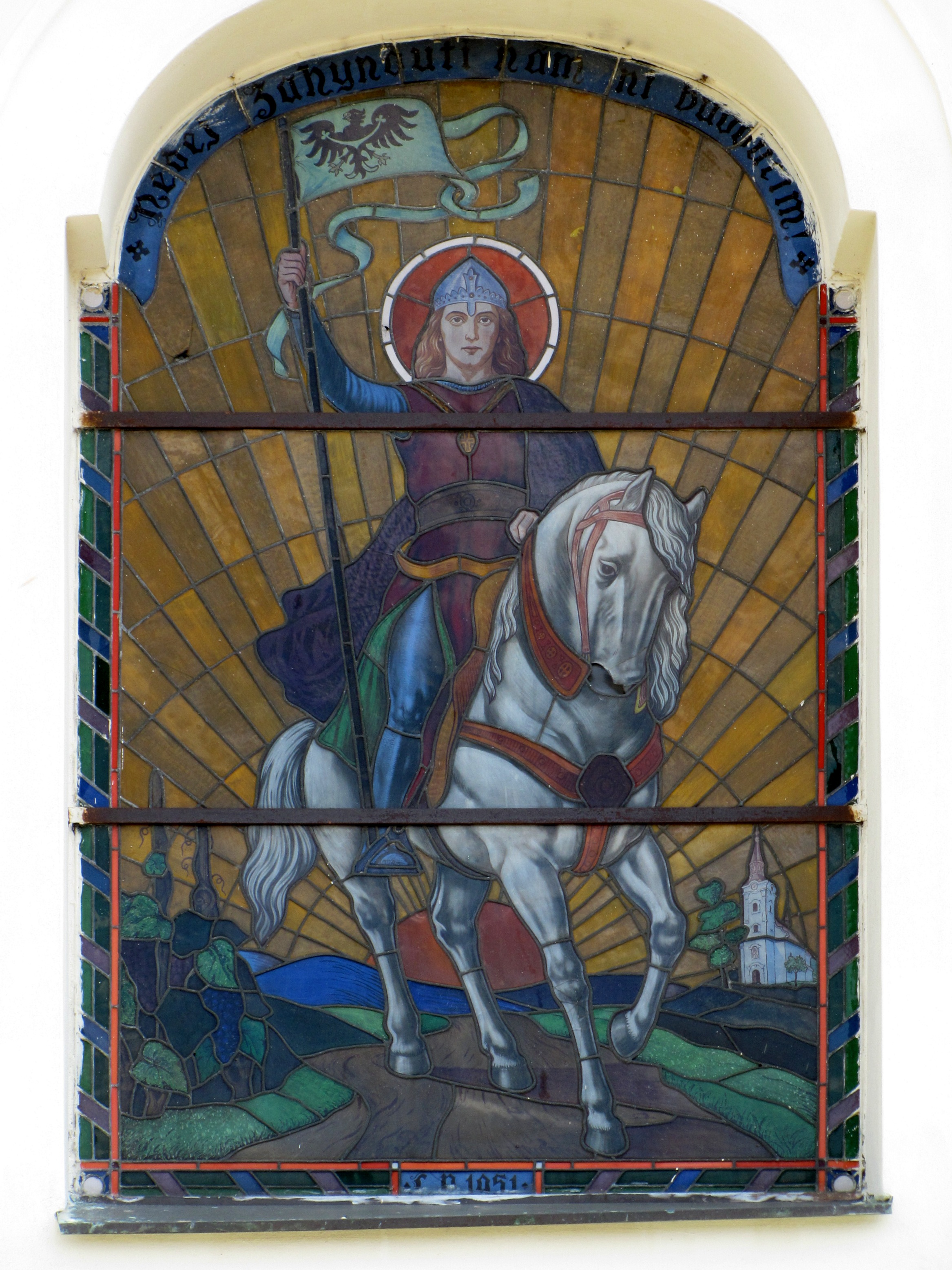
Wenceslao en el caballo blanco, sobre la línea de la canción: Nedej zahynouti nám ni budoucím! (Iglesia de Wenceslao en Kostelec, Moravia del Sur).

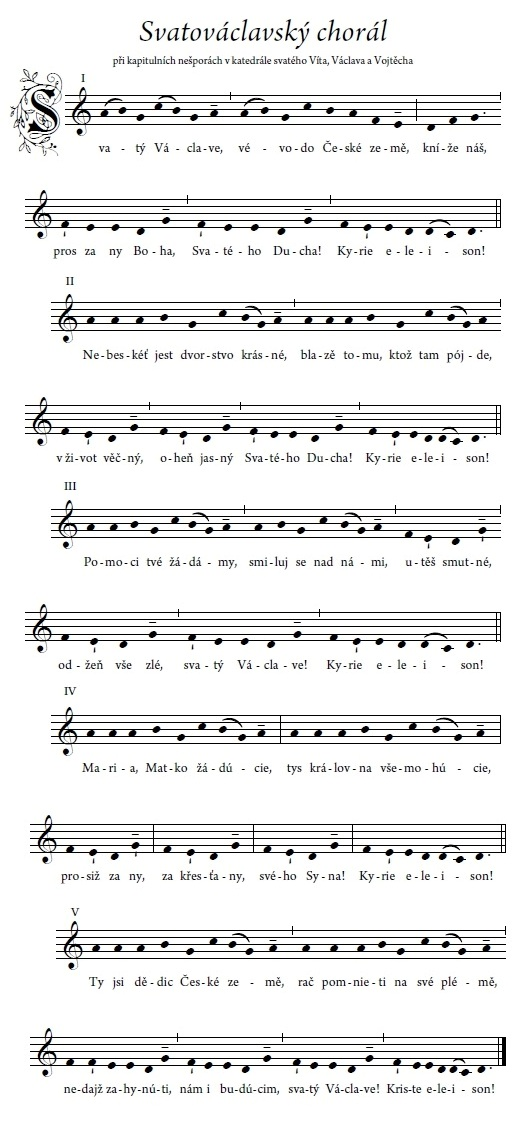
Coral de San Wenceslao como se canta en las Vísperas en la catedral de San Vito, Wenceslao y Adalberto en Praga, en notación moderna.

La Coral de San Wenceslao (en checo: Svatováclavský chorál) es uno de los más antiguos himnos religiosos checos. Ya mencionado en la Cronica Ecclesiae Pragensis (Crónica de la iglesia de Praga) del siglo XIII y es una de las canciones populares más antiguas que todavía se utilizan en Europa.

## Historia
La estructura métrica, el análisis lingüístico y el ritmo confirman su datación al XII siglo. Nel transcurso de los siglos siguientes, a la versión original, que constaba de tres estrofas, se añadieron y sustituyeron estrofas enteras. En el siglo XIV Benesch von Weitmühl publicó una versión conocida del texto (en checo: Beneš Krabice z Veitmile ). 
Sin embargo, sólo a la vuelta de los siglos XVIII y XIX se consolidó una versión estable a largo plazo, que todavía está en uso hoy. 
El texto es una oración de intercesión a San Wenceslao, padre de la patria checa y su santo patrón cristiano, invocado para pedirle a Dios la gracia de proteger a la nación de los abusos y garantizar su salvación. El himno se canta al final de la Santa Misa durante las solemnidades más importantes del calendario litúrgico.
En 1918, la Corlae fue propuesta como el himno nacional del recién establecido estado checoslovaco.

## Variaciónes musicales
El himno inspiró las obras de varios compositores que hicieron variaciónes de él, entre los que recuerdan:
- Josef Klička: Konzert-Fantasie für Orgel über den St. Wenzels-Choral, op. 65 (en 1890);[3]
- Josef Suk: Meditace na chorál Sv. Václave, op. 35a (en 1914);
- Pavel Haas: Suite für Oboe und Klavier, op. 17 (en 1939);
- Vítězslav Novák: St.-Wenzel-Triptychon, op. 7[4] (en 1941);
- Vladimír Hirsch: Do Not Let Us Perish (St. Wenceslaus), op. 96, a part of compilation Communion Of Saints by Brave Mysteries (en 2016).[5]

También fue adaptado para el por el Requiem de Antonín Dvořák.
La primera traducción al alemán se remonta al siglo XVII. Un arreglo vocal se publicó en 1912 en el himnario de la diócesis de Bremen, titulado Manna.